# 34996 Mitokoumon
34996 Mitokoumon este o planetă minoră (asteroid), cu un diametru de 4,165 km, din centura de asteroizi. A fost descoperită pe 18 februarie 1977 la Kiso Observatory⁠(d) de Hiroki Kosai⁠(d). 
Obiectul prezintă o orbită caracterizată de o semiaxă mare de 2,5745227 UAi, o excentricitate de 0,16, o înclinație de 11,45835 ° în raport cu ecliptica.